# ماساتو (بوکسور)
ماساتو (انگلیسی: Masato؛ زادهٔ ۱۰ مارس ۱۹۷۹) بازیگر، شخصیت‌های تلویزیونی در ژاپن، و مدل (شخص) اهل ژاپن است. وی بین سال‌های ۱۹۹۷ تا ۲۰۰۹ میلادی فعالیت می‌کرد.
از فیلم‌ها یا برنامه‌های تلویزیونی که وی در آن نقش داشته‌است می‌توان به مرده یا زنده ۲: پرندگان، شامو، و ایزو اشاره کرد.